# Ушаков, Юрий Викторович
Ю́рий Ви́кторович Ушако́в (род. 13 марта 1947, Москва, РСФСР, СССР) — российский дипломат и государственный деятель. С мая 2012 года — помощник Президента Российской Федерации. Курирует вопросы внешней политики.
Занимал должности заместителя руководителя Аппарата Правительства Российской Федерации в 2008—2012 годах, посла России в США в 1998—2008 годах, заместителя министра иностранных дел России в 1998—1999 годах, постоянного представителя Российской Федерации при ОБСЕ в 1996—1998 годах. Кандидат исторических наук.

## Биография
В 1970 году окончил Московский государственный институт международных отношений и поступил на службу в МИД СССР. В том же году был направлен в советское посольство в Дании. Вернувшись в Москву, работал в Департаменте Скандинавских стран, Генеральном секретариате МИД СССР. Прошёл курсы по повышению квалификации в Дипломатической академии, защитил кандидатскую диссертацию на тему внешней политики стран Северной Европы.
- В 1986—1992 годах — советник-посланник Посольства СССР/России в Дании.
- В 1992—1996 годах — директор Департамента общеевропейского сотрудничества Министерства иностранных дел Российской Федерации. Отвечал за сотрудничество с ОБСЕ, ЕС, НАТО, ССАС, ЗЕС, Советом Европы, региональными европейскими организациями.
- С 13 мая 1996 по 6 января 1998 года — постоянный представитель Российской Федерации при Организации по Безопасности и Сотрудничеству в Европе (ОБСЕ) в Вене, Австрия[1][2].
- С 28 января 1998 по 2 марта 1999 года — заместитель министра иностранных дел[3][4]. Курировал вопросы взаимодействия с ООН, правовую и гуманитарную проблематику.
- С 16 декабря 1998 по 31 мая 2008 года — чрезвычайный и полномочный посол Российской Федерации в Соединённых Штатах Америки и по совместительству постоянный наблюдатель в Организации Американских Государств.[5][6]

С 31 мая 2008 года — заместитель руководителя Аппарата Правительства Российской Федерации.
C 22 мая 2012 года — помощник президента Российской Федерации. Курирует вопросы внешней политики.
По мнению иностранных и российских СМИ, на протяжении не менее пятнадцати лет под его началом, в частности, в его бытность послом в США и впоследствии помощником президента, или как его протеже — работал Олег Смоленков, негласно более 10-и лет сотрудничавший с ЦРУ и перебравшийся в США в июне 2017 года.

## Семья и личная жизнь
Женат, есть дочь.
Владеет английским и датским языками.

## Доходы
Согласно данным, размещенным в декларации, содержащей сведения о доходах, расходах, об имуществе и обязательствах имущественного характера лиц, замещающих государственные должности Российской Федерации, за 2018 год Юрий Ушаков заработал 8 736 043 рубля. Доход его супруги за тот же период составил 214 527 рублей.
Летом 2022 года расследователи издания «Метла» обнаружили у семьи Ушакова недвижимость больше чем на 700 миллионов рублей.

## Награды
- Орден «За заслуги перед Отечеством» IV степени (3 апреля 2007) — за большой вклад в реализацию внешнеполитического курса Российской Федерации и многолетнюю плодотворную дипломатическую службу[15]
- Орден Почёта (15 января 2004) — за большой вклад в разработку и реализацию внешнеполитического курса Российской Федерации[16]
- Орден Дружбы (31 мая 2008) — за большой вклад в реализацию внешнеполитического курса Российской Федерации и многолетнюю плодотворную дипломатическую службу[17]
- Медаль ордена «За заслуги перед Отечеством» II степени (21 июня 1996) — за заслуги перед государством, большой вклад в проведение внешнеполитического курса и обеспечение национальных интересов России, мужество и самоотверженность, проявленные при исполнении служебного долга[18]
- Заслуженный работник дипломатической службы Российской Федерации (3 апреля 2006) — за заслуги в реализации внешнеполитического курса Российской Федерации и многолетнюю дипломатическую службу[19]
- Почётный работник Министерства иностранных дел Российской Федерации — за многолетнюю и плодотворную работу в Министерстве[20]
- Орден преподобного Серафима Саровского II степени (4 декабря 2013) — во внимание к вкладу в развитие церковно-государственного взаимодействия и в связи с 65-летием со дня рождения[21]
- Медаль «За вклад в создание Евразийского экономического союза» 1 степени (Высший совет Евразийского экономического союза, 8 мая 2015)[22]
- Медаль «За вклад в развитие Евразийского экономического союза» (Высший совет Евразийского экономического союза, 29 мая 2019)[23]
- Медаль «10 лет Евразийскому экономическому союзу» (Высший Евразийский экономический совет, 26 декабря 2024)[24]
- Нагрудный знак МИД России «За вклад в международное сотрудничество» (13 марта 2017) — за большие заслуги в деле разработки и реализации внешнеполитического курса Российской Федерации, а также многолетнюю плодотворную дипломатическую деятельность[25]
- Орден «Манас» III степени (Кыргызстан, 16 июня 2017) — за активное участие в развитии кыргызско-российского социально-экономического сотрудничества и укреплении межгосударственных взаимоотношений[26][27]
- Орден «Достык» II степени (Казахстан, 2019)[28]
- Орден Сербского флага II степени (Сербия, 2019)[29].

## Дипломатический ранг
- Чрезвычайный и полномочный посланник 1 класса (18 марта 1992)[30]
- Чрезвычайный и полномочный посол (10 ноября 1995)[31]